# Erpreßt – Das geheimnisvolle Foto
Erpreßt – Das geheimnisvolle Foto (französisch Cours privé, deutscher Alternativtitel Das verhängnisvolle Foto) ist ein französisches Erotikdrama aus dem Jahr 1986.

## Handlung
Jeanne Kern ist eine junge, attraktive Lehrerin. Eines Tages zeigt ihr Direktor Bruno Ketti anonym zugeschickte Fotos einer lesbischen Orgie, in der Schülerinnen ihrer Stufe teilgenommen zu haben scheinen – und in der eine Frau, deren Gesicht ausgeschnitten ist, ihr aber sehr ähnlich sieht, die Hauptrolle spielt. Jeanne streitet alle Vorwürfe ab und findet in ihrem Lehrerkollegen Laurent Unterstützung. Je mehr kompromittierende Fotos bei Ketti ankommen, umso mehr wird Jeanne Zielscheibe übler Nachrede.
Der verliebte Direktor versucht ihre Zuneigung zu erpressen, doch auch Laurent und die Schülerin Zanon erliegen Jeannes Anziehungskraft. Es kommt heraus, dass Jeannes Geliebte Zanon die Fotos geschossen und verschickt hat, und alle Anschuldigungen gegen die Femme fatale Jeanne wahr sind. Sie verspottet den geschockten Laurent als Spießer und macht am Ende Ketti so hörig, dass er ihr ein glänzendes Arbeitszeugnis für den Transfer an die nächste Schule unterschreibt und sich dann das Leben nimmt.

## Hintergrund
Im Deutschland ist der Film wegen Sex- und Nacktszenen erst mit FSK 16 freigegeben.
Der Film lockte in Frankreich 572.000 Zuschauer in die Kinos.

## Kritik
„Für einen wirklich spannenden Thriller wird die Sache bald zu durchsichtig, die versprochene „Erotik“ hält sich in Grenzen, die „Kritik an verklemmten Spießbürgern“ bleibt banal. Pseudokritisch und wenig aufregend.“

„Weitgehend spannungsloser, ganz auf die Schlußpointe hin angelegter Kriminalfilm, der weder Figuren noch soziales Umfeld glaubhaft vertiefen kann, sondern in voyeuristischen und manieristischen Attitüden steckenbleibt.“